# جی هریس (بوکسور)
جی هریس (زادهٔ ۳ شهریور ۱۳۶۹) یک بوکسور حرفه‌ای ولزی است. او از سال ۲۰۲۴ تاکنون عنوان قهرمانی اروپا در فوق سبک‌وزن را در اختیار دارد و از سال ۲۰۲۳ نیز قهرمان بریتانیا بوده است. او قبلاً عنوان قهرمانی کشورهای مشترک‌المنافع را در سال ۲۰۲۴ و بین سال‌های ۲۰۱۷ تا ۲۰۲۰، و همچنین عنوان قهرمانی اروپا را بین سال‌های ۲۰۱۹ تا ۲۰۲۰ در اختیار داشته است. او همچنین در سال ۲۰۲۰ برای عنوان قهرمانی شورای جهانی بوکس (WBC) در فوق سبک‌وزن به مبارزه پرداخت.

## اوایل زندگی
هریس در تاریخ ۳ شهریور ۱۳۶۹ در سوانزی به دنیا آمد و در منطقه تاونهیل این شهر بزرگ شد. او فرزند پیتر هریس، قهرمان سابق سبک‌وزن بریتانیا و مربی فعلی او است. هریس در سن ۱۲ سالگی پس از همراهی با یکی از دوستانش به باشگاه، بوکس را آغاز کرد. او علاوه بر بوکس، به صورت پاره‌وقت در آمازون کار می‌کند.

## فعالیت حرفه‌ای
هریس اولین مبارزه حرفه‌ای خود را در ۵ مرداد ۱۳۹۲ در مرکز نیوپورت، ولز انجام داد و با یک پیروزی امتیازی چهار راندی بر برت فیدو به کار خود پایان داد.
پس از ثبت رکورد ۰–۹ (شامل ۶ ناک‌اوت)، او در ۶ اسفند ۱۳۹۵ در یورک هال، لندن، به مصاف توماس اسومبا رفت تا برای عنوان قهرمانی کشورهای مشترک‌المنافع در فوق سبک‌وزن مبارزه کند. این مبارزه به صورت زنده از باکس‌نیشن پخش شد و هریس با تصمیم متحد داوران در ۱۲ راند پیروز شد. امتیازات داوران به ترتیب ۱۱۷–۱۱۲، ۱۱۶–۱۱۳ و ۱۱۵–۱۱۴ بود. پس از سه پیروزی دیگر، از جمله یک پیروزی با ضربه ناک‌اوت (KO)، او اولین دفاع از عنوان کشورهای مشترک‌المنافع خود را در ۱۲ آبان ۱۳۹۷ در یورک هال در برابر راس موری انجام داد. هریس با یک ناک‌اوت فنی (TKO) در راند سوم موفق به حفظ عنوان خود شد.
پس از یک پیروزی شش راندی امتیازی دربرابر برت فیدو در اسفند ۱۳۹۷، هریس در ۱۱ خرداد ۱۳۹۸ با آنخل مورنو، چالش‌گر سابق عنوان جهانی، در ورزشگاه ولی در کاردیف، برای کسب عنوان خالی قهرمانی اروپا در دسته فوق سبک‌وزن به رقابت پرداخت. هر سه داور به نفع هریس رأی دادند و امتیازات ۱۲۰–۱۰۸، ۱۱۹–۱۰۹ و ۱۱۷–۱۱۱ را به او دادند و هریس با تصمیم متحد داوران به عنوان قهرمانی اروپا دست یافت.
چهار ماه بعد، هریس در ۱۹ مهر ۱۳۹۸ با پدی بارنز، که دو بار برنده مدال برنز المپیک و چالش‌گر سابق عنوان جهانی بود، در آلستر هال، بلفاست، برای کسب عنوان آی‌بی‌اف اینترکانتیننتال در دسته فوق سبک‌وزن به رقابت پرداخت. این مبارزه به صورت زنده در ایالات متحده از ای‌اس‌پی‌ان پلاس و به صورت جهانی از طریق کانال یوتیوب آی‌اف‌ال تی‌وی پخش شد. هریس با یک ناک‌اوت (KO) در راند چهارم سومین عنوان حرفه‌ای خود را به دست آورد. هریس، با توجه به بزرگتر بودن نسبت به حریفش، از تفاوت قد و دسترسی خود استفاده کرد و با مشت‌های مستقیم و چپ‌های تیز، مبارزه را از دور کنترل کرد. در ۶۰ ثانیه پایانی راند اول، هریس با یک مشت مستقیم راست بارنز را غافلگیر کرد و او را به سوی طناب‌ها فرستاد. پس از حمله‌ای پی در پی از سوی هریس، بارنز با یک ترکیب سریع از ده مشت پاسخ داد که همگی توسط دستکش‌های هریس مهار شدند. راند دوم نیز به همان ترتیب ادامه یافت، هریس از دور مشت‌های مستقیم به سر حریف وارد کرد و بارنز چندان موفقیتی نداشت. راند سوم به شدت پرتحرک بود. با نزدیک شدن هریس به حریف، بارنز موفق شد با مشت‌هایی به سر و بدن هریس، زخمی روی ابروی راست او ایجاد کند. در دقیقه پایانی راند، هریس با یک مشت چپ به بدن، بارنز را زمین زد و حریف ایرلندی خود را شکست داد. بارنز قبل از شمارش ده داور به پا خاست تا ادامه راند را سپری کند. پایان مبارزه در راند چهارم بود. هریس با بازگشت به مبارزه از دور، بارنز را تحت فشار قرار داد و در نهایت با یک مشت چپ به میان‌تنه، او را ناک‌اوت کرد و مبارزه با ۴۸ ثانیه باقیمانده به پایان رسید.
هریس برای به چالش کشیدن قهرمان دسته فوق سبک، خولیو سزار مارتینز در ۱۰ اسفند ۱۳۹۸ در فورد سنترِ شهر فریسکو، تگزاس، به تگزاس رفت. این اولین مبارزه او خارج از جزایر بریتانیا بود. مارتینز که با نسبت ۷ به ۱ به عنوان مدعی اصلی شناخته شده بود، هریس را با تصمیم متحد داوران شکست داد، او امتیازات ۱۱۸–۱۰۹، ۱۱۶–۱۱۱ و ۱۱۵–۱۱۲ را از داوران کسب کرد. هریس در راند دوم دچار یک زخم بالای چشم چپ شد و در راند دهم نیز به زمین افتاد.
هریس در ۲۷ مهر ۱۳۹۹ با قهرمان سابق دسته فوق سبک، مارسل بریتویت در استودیوهای پروداکشن در ساوت کرکبی، انگلستان به مبارزه پرداخت. هریس این مبارزه را با تصمیم متحد داوران با امتیازات ۹۸–۹۲، ۹۸–۹۳ و ۹۷–۹۳ به نفع خود به پایان رساند. پس از این بازگشت، هریس برای مقابله با ریکاردو رافائل ساندووال در یک مسابقه تعیین‌کننده عنوان قهرمانی آی‌بی‌اف دسته فوق سبک، در رویداد اصلی دی‌ای‌زدان، در ۴ تیر ۱۴۰۰ آماده شد. با وجود این که او به عنوان مدعی اصلی شناخته می‌شد، هریس این مبارزه را با ناک‌اوت در راند هشتم از دست داد. هریس دو بار در راند هشتم با ضربات به بدن به زمین افتاد و پس از بار دوم نتوانست به موقع برخیزد تا شمارش ده را پشت سر بگذارد و ببازد.
هریس در ۵ آذر ۱۴۰۰ با هکتور گابریل فلورس، قهرمان شکست‌ناپذیر برای کسب عنوان خالی اینترکانتیننتال در دسته وزنی فوق سبک در رویداد اصلی ام‌تی‌اف روبه‌رو شد. هریس این مبارزه را نیز با ناک‌اوت در راند ششم از دست داد. همانند مبارزه قبلی، او دو بار با ضربات به بدن به زمین افتاد و پس از بار دوم نتوانست شمارش ده را پشت سر بگذارد و باخت.